# Мигел Чавез
Мигел Чавез Гонзалес (шп. Miguel Chávez Gonzalez; Чивава, 1. јануар 1995) мексички је пливач чија специјалност су трке прсним стилом. 

## Спортска каријера
Пливањем је интензивније почео да се бави током студија на Универзитету Мизурија у Сједињеним Државама, где се такмичио за пливачку селекцију универзитета.
Прво велико међународно такмичење на ком је учествовао је било светско првенство у корејском Квангџуу 2019. где је пливао у квалификационим тркама на 100 и 200 метара прсним стилом. У трци на 100 прсно био је укупно 45, док је на 200 прсно дисквалификован.